# هنری کالورت سیمانس
هنری کالورت سیمانس (۹ اکتبر ۱۸۹۹ – ۱۹ ژوئن ۱۹۴۶) یک اقتصاددان آمریکایی بود در دانشگاه شیکاگو. مدل‌های آنتی‌تراست و پول‌گرایی او مکتب اقتصادی شیکاگو را تحت تأثیر قرارداد.
سیمانس به تعریفی از درآمد اقتصادی اشاره می‌کند، مشترکاً با رابرت هیگ، که با عنوان معادلهٔ هیگ-سیمانس شناخته‌می‌شود. این تعریف از درآمد به اندازهٔ زیادی ساختار نوین مالیاتی آمریکا را تحت تأثیر قرارداد.
در یکی از شناخته‌شده‌ترین مقالات او، یک برنامهٔ اثباتی برای اقتصاد آزاد (۱۹۳۴) سیمانس برنامه‌ای برای اصلاحات به منظور آوردن بانک سرمایه‌گذاری خصوصی به حیات در طی رکود بزرگ ارائه‌داد.